# 重渠乡
重渠乡，是中华人民共和国河南省驻马店市西平县下辖的一个乡镇级行政单位。

## 行政区划
重渠乡下辖以下地区：
张庄村、重渠村、贾桥村、李庄村、武海村、汪庄村、南湾村、前寨村、丁寨村、澍河坡村和敬庄村。